# Политбюро на ЦК на ККП
Политическото бюро на Централния комитет на Китайската комунистическа партия (на традиционен китайски: 中國共產黨中央政治局, на опростен китайски: 中国共产党中央政治局, на пинин: Zhōngguó Gòngchǎndǎng Zhōngyāng Zhèngzhìjú; съкр. Политбюро на ЦК на ККП) е специален орган на Китайската комунистическа партия, осъществяващ надзор над дейността на партията. Състои се от 19 до 25 члена. В състава на Политбюро на ЦК на ККП влизат членовете на Постоянният комитет на Политбюро на ЦК на ККП, които са сред най-влиятелните членове на партията. Членовете на Политбюро се назначават от Централния комитет на ККП.
Властта на Политбюро е неограничена, тъй като всички негови членове заемат ръководни длъжности в държавния апарат на КНР. Също така някои членове заемат и ръководни постове в китайските провинции. Политбюро се събира на заседание веднъж месечно, а на Постоянният комитет на Политбюро — всяка седмица. Дневния ред на заседанията на Политбюро се определя от генералния секретар на ЦК на ККП, а решенията се приемат на основа на всеобщо съгласие.

## Настоящ състав на Политбюро
Имената са подредени според официалната документация:
- Си Дзинпин (на китайски: 习近平)　— заместник-председателя на КНР, високопоставен член на Секретариата а ЦК на ККП, отговарящ за отношения с Хонконг и Макао;
- Уан Ган (на китайски: 王刚) – заместник-председател на Народния политически консултативен съвет на КНР;
- Уан Лъцюен (на китайски: 王乐泉) — секретар на партийния комитет на Синдзян-уйгурския автономен регион;
- Уан Джаого (на китайски: 王兆国) — заместиник-председател на Постоянния комитет на ОСНП;
- Уан Цишан (на китайски: 王岐山) — заместник-министър-председател на Държавния съвет;
- Хуей Ляню (на китайски: 回良玉) — заместник-министър-председател на Държавния съвет;
- Лю Ци (на китайски: 刘淇) — секретар на партийния комитет на Пекин;
- Лю Юншан (на китайски: 刘云山) — секретар на Секретариата на ЦК на ККП;
- Лю Яньдун (на китайски: 刘延东) – заместник-председател на Народния политически консултативен съвет на КНР;
- Ли Чанчун (на китайски: 李长春) – шеф на пропагандата в ЦК на ККП;
- Ли Къцян (на китайски: 李克强) — заместник-министър-председател на Държавния съвет;
- Ли Юанчао (на китайски: 李源潮) – завеждащ организационния отдел на ЦК на ККП;
- У Бангуо (на китайски: 吴邦国) — председател на Постоянния комитет на ОСНП;
- Уан Ян (на китайски: 汪洋) — секретар на партийния комитет на Гуандун;
- Джан Гаоли (на китайски: 张高丽) — секретар на партийния комитет на Тиендзин;
- Джан Дъдзян (на китайски: 张德江) — заместник-министър-председател на Държавния съвет;
- Джоу Юнкан (на китайски: 周永康) – началник на Комитета по политически и законодателни работи на ЦК на ККП;
- Ху Дзинтао (на китайски: 胡锦涛) — председател на КНР, генерален секретар на ККП, председател на Централния военен съвет на ЦК на ККП;
- Ю Джъншън (на китайски: 俞正声) — секретар на партийния комитет на Шанхай;
- Хъ Гоцян (на китайски: 贺国强) — началник на Централната комисия на ККП по проверка на дисциплината;
- Дзя Цинлин (на китайски: 贾庆林) – председател на Народния политически консултативен съвет на КНР;
- Сиу Цайхоу (на китайски: 徐才厚) — заместиник-председател на Централния военен съвет на ЦК на ККП;
- Го Босюн (на китайски: 郭伯雄) — заместиник-председател на Централния военен съвет на ЦК на ККП;
- Уън Дзябао (на китайски: 温家宝) — министър-председател на Държавния съвет;
- Бо Силай (на китайски: 薄熙来) — секретар на партийния комитет на Чунцин.